# Hypoechinorhynchus alaeopis
Hypoechinorhynchus alaeopis is een soort haakworm uit het geslacht Hypoechinorhynchus. De worm behoort tot de familie Arhythmacanthidae. Hypoechinorhynchus alaeopis werd in 1939 beschreven door Yamaguti.